# Amanita xanthocephala
Amanita xanthocephala (лат.) — гриб, входящий в род Мухомор (Amanita) семейства Мухоморовые (Amanitaceae). Произрастает под эвкалиптовыми деревьями в Австралии.

## Синонимы
- Agaricus xanthocephalus Berk., 1845basionym
- Volvaria xanthocephala (Berk.) Sacc., 1887

## Описание
- Шляпка диаметром до 5 см, выпуклой формы, окрашена в красно-оранжевые или жёлто-оранжевые тона. Край шляпки заметно разлинованный. На поверхности шляпки имеются сначала оранжевые, затем выцветающие до белых остатки общего покрывала.
- Мякоть белого цвета, без запаха.
- Пластинки свободные от ножки или слабо приросшие к ней, частые, белые. Кроме пластинок также имеются немногочисленные пластиночки.
- Ножка до 6,2 см длиной, 0,7 см шириной, белого цвета, обычно с желтоватым оттенком, тонкая, сужающаяся кверху, с веретеновидным утолщением в основании. Кольцо отсутствует. Вольва белая, с жёлтым краем.
- Споры 6,4—10,8×5,7—8,8 мкм, шаровидной или широкоэллиптической формы, неамилоидные.

## Сходные виды
- Amanita rubrovolvata S. Imai, 1939 отличается заметным кольцом и жёлтой окраской ножки.